# Cosmarium balteum
Cosmarium balteum  là một loài Song tinh tảo trong họ Desmidiaceae, thuộc chi Cosmarium.